# Саппа Микола Миколайович
Микола Миколайович Саппа (4 лютого 1945, м. Авдіївка Донецької області — 18 червня 2021, м. Харків)[джерело?] — український фізик, педагог, соціолог, краєзнавець, дійсний член Національної спілки краєзнавців України. Один із фундаторів товариств «Меморіал» та «Спадщина». Автор понад 260 наукових праць, 13 винаходів.

## Біографія
Народився 4 лютого 1945 року в місті Авдіївка  (тепер Донецька область, Україна).  1968 року закінчив фізико-математичний факультет Харківського державного університету ім. О. М. Горького (нині Харківський національний університет ім. В. Н. Каразіна).
У 1969—1995 роках працював у  Національному науковому центрі «Харківський фізико-технічний інститут». Займав посади від наукового співробітника до  помічника директора інституту «Ядерний паливний цикл».
У 1989 році захистив дисертацію на здобуття наукового ступеня кандидата фізико-математичних наук за темою: «Дослідження утримання високотемпературної плазми в лінійних електромагнітних пастках».
У 1995—2001 роках працює доцентом в Харківському національному університеті ім. В. Н. Каразіна.  В 2000 році захистив  докторську дисертацію за темою: «Ядерна енергетика як предмет соціо-екологічного діалогу (соціо-технологічний підхід)».
З 2001 року і по теперішній час  Саппа М. М. працює в Харківському національному університеті внутрішніх справ. У 2004 році йому присвоєно вчене звання професора кафедри прикладної соціології.

## Наукова діяльність
Основні напрями наукової діяльності Миколи Миколайовича стосуються фізики плазми, соціології, юридичної психології, радіаційної екології, філософії, паблік рілейшнз, історії (України, Болгарії), літературознавства, мовознавства, краєзнавства.
Він опублікував понад  260 наукових праць, з них: 3 монографії, 2 навчальних посібника, 243 статті і тез доповідей, 13 винаходів. Під його науковим керівництвом було захищено 2 кандидатські дисертації.
Саппа М. М. кандидат фізико-математичних наук, доктор соціологічних наук, професор.
Микола Миколайович Саппа член Харківського відділення Національної спілки журналістів України, академік Міжнародної академії наук екології та безпеки життєдіяльності, почесний член Всеукраїнської спілки краєзнавців.
Саппа захопився краєзнавством на початку 1980-х років. З 1982 року став членом клубу «Краєзнавець» Харківської державної наукової бібліотеки ім. В. Г. Короленка. Він долучився до створення товариств «Меморіал» та «Спадщина».
Микола Миколайович автор двох краєзнавчих книг: «Харьковщина туристская» і  «Харьковщина заповедная = Kharkov region nature reserves», численних статей з історії Слобожанщини, трьох поетичних збірок.

## Відзнаки
- Відмінник освіти України.
- Почесний член Всеукраїнської спілки краєзнавців.